# Einheitsdreieck

Einheitsdreieck – euklidische Ebene

Als Einheitsdreieck bezeichnet man in der numerischen Mathematik ein rechtwinkliges Dreieck, dessen Katheten die Länge {\displaystyle 1} aufweisen.
Es lässt sich in kartesischen Koordinaten zum Beispiel als Dreieck mit den Eckpunkten {\displaystyle (0;1)}, {\displaystyle (1;0)} und {\displaystyle (0;0)} veranschaulichen.
Das Einheitsdreieck hat den Flächeninhalt {\displaystyle {\tfrac {1}{2}}}.
Seine Hypotenusenlänge beträgt {\displaystyle {\sqrt {2}}}, der Umfang des Einheitsdreiecks ist daher {\displaystyle 2+{\sqrt {2}}}.
Häufig, insbesondere in der Numerischen Mathematik und der Integralrechnung, lassen sich Berechnungen an beliebigen Dreiecken mittels affiner Transformationen auf Berechnungen am Einheitsdreieck zurückführen.

## Kunst
Der Künstler Fishel Rabinowicz benutzt in seinen Kunstwerken u. a Einheitsdreiecke und Einheitsquadrate.